# グルデ
グルデ (クロアチア語: Grude、ボスニア語: Grude、セルビア語: Груде）はボスニア・ヘルツェゴビナを構成する構成体のうちボスニア・ヘルツェゴビナ連邦の西ヘルツェゴビナ県に属する町およびそれを中心とした基礎自治体である。

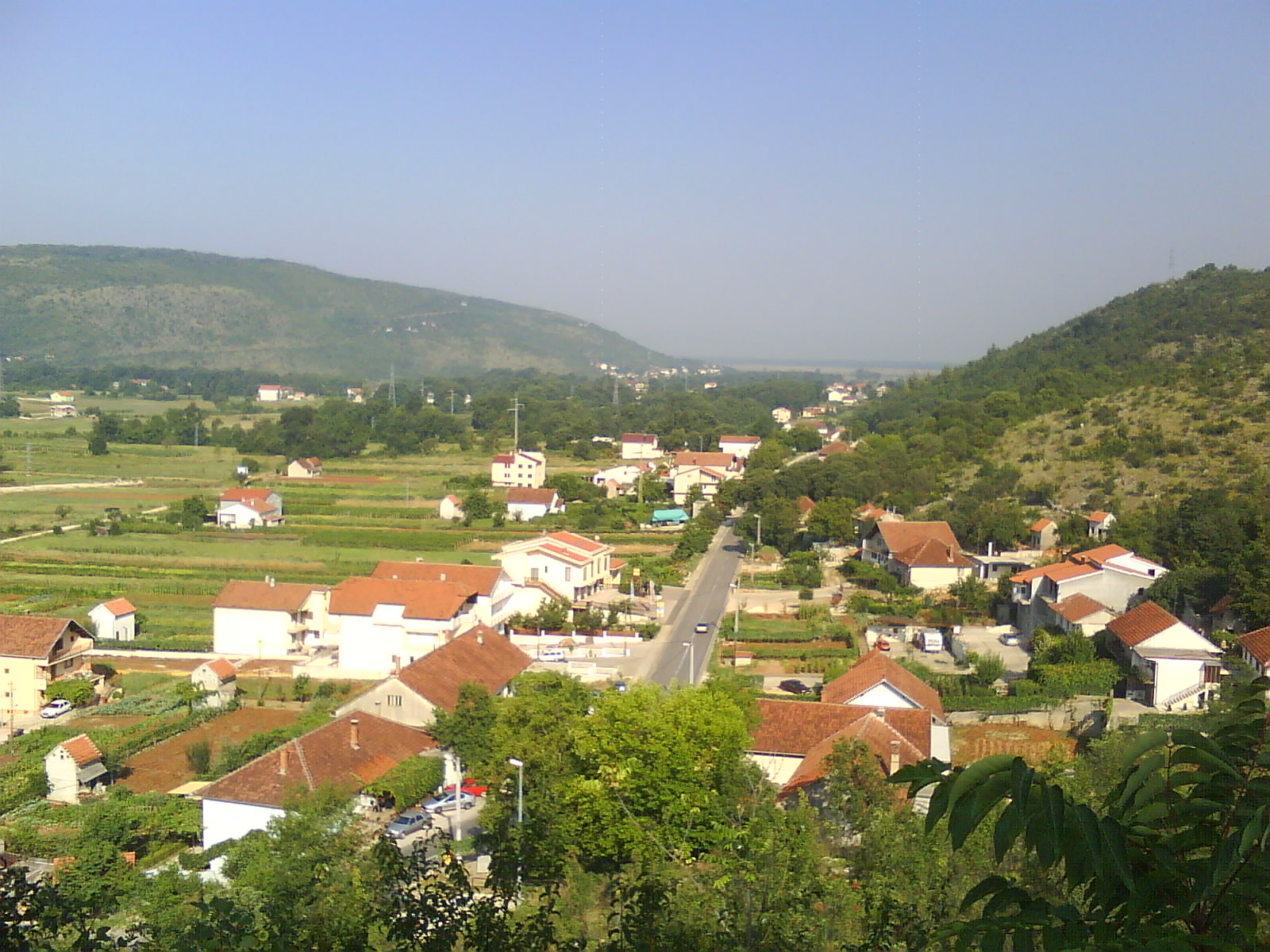
グルデの景観

## 地理
グルデはモスタルから49km、イモツキから19km 、スプリトから100km離れた場所に位置している。グルデは多くの洞窟や洞窟独特の石などカルスト地形を通じた豊かで美しい自然に恵まれており、多くの資源や水源を擁する特筆した地域である。

## 歴史

### 先史時代・古代から中世
グルデ周辺の地域での人の暮らしは先史時代に遡ることが証明している。ラヴリチ洞はドリノヴチに位置し新石器時代後期からの生活の跡が発見されている。この地域での人々の生活は継続的に続き、人々の文化や文明は変化して来た。後には古代の2つの商業的な中心地（ Salon ,Narona）を結ぶ街道がこの地域を通っており、ローマ人たちが暮らしていた。最近のゴリツァ地区での考古学的な発見で、古代にかなりのローマ人の集落があったことが確認されている。中世の巨大な墓碑であるステチュツィはグルデ自治体内の至る所で見ることが出来る。グルデの周辺地域が地理的に良い条件や、比較的穏やかな気候、豊富な天然資源に恵まれていた。中世末期、オスマンの拡大と征服を経験する。長年のオスマン支配から今日でも地域の言葉や伝統が残っている。

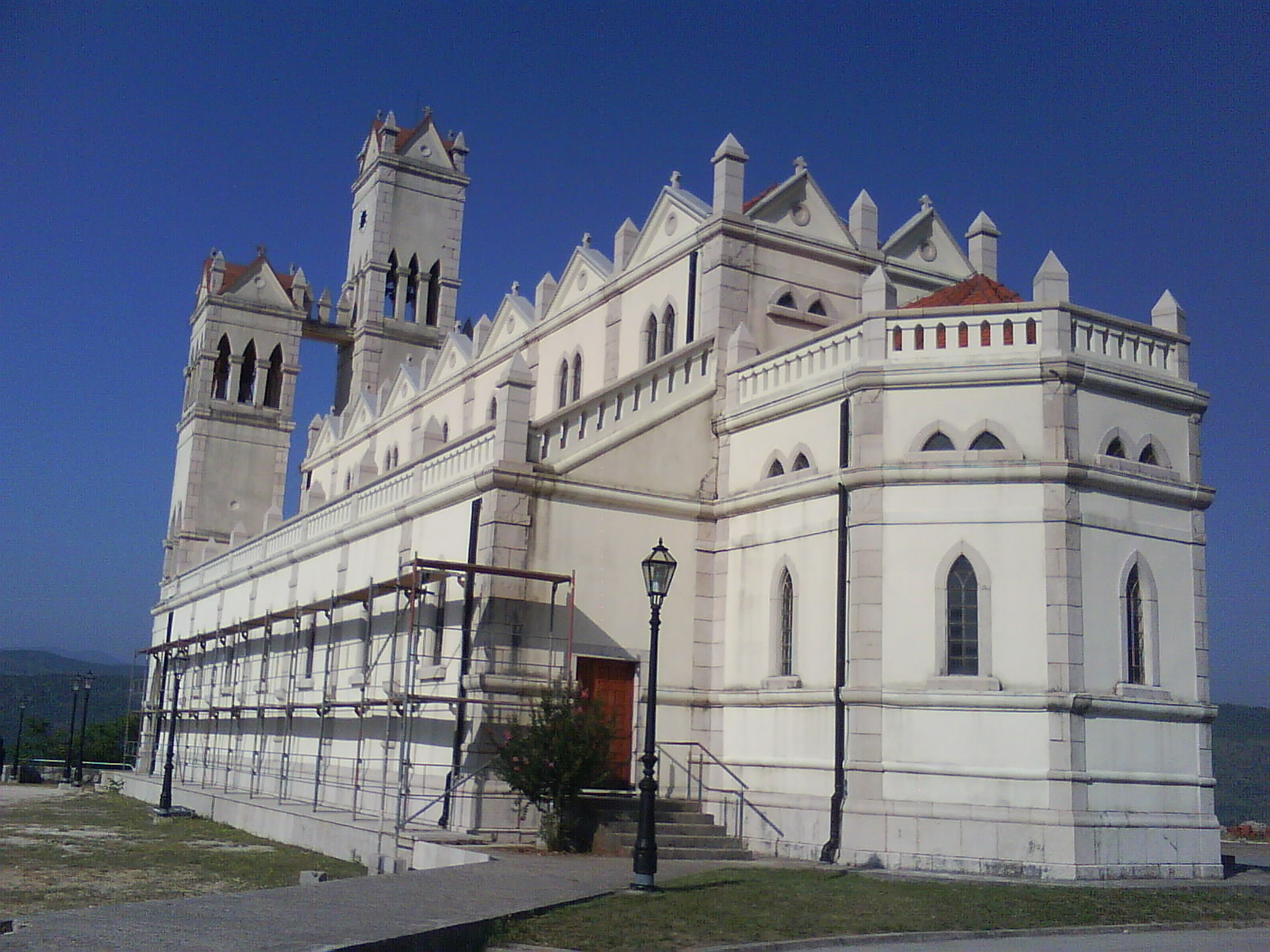
聖カタリナ教会

### 現代まで
オスマンの支配後、オーストリア＝ハンガリー帝国が支配することになり短い移行期には多くの学校や近代のヨーロッパの国として機能するようインフラが建設されたが、全般的な近代化は無視されていた。投資が非常に不足しているため、それにより大きな貧困や人々のザグレブやダルマチア、ドイツへの出稼ぎを引き起こしている。グルデ自治体では今日では中小企業の展開も見られ、ヴィオテラ製紙工場は町では最大のブランドである。ボスニア・ヘルツェゴビナ紛争時、グルデではヘルツェグ＝ボスナ・クロアチア人共和国やクロアチア防衛評議会など軍事組織が創設された。ボスニア・ヘルツェゴビナ紛争時、グルデはユーゴスラビアの軍に対抗する拠点の一つであった。1990年代後半から2000年代初めにかけて紛争や生き残るため苦労をしたが、今日のグルデは文化や経済の復興の途上にある。

## 村落
- Blaževići
- Borajna
- Donji Mamići
- Dragičina
- Drinovačko Brdo
- Drinovci
- Gorica
- Grude
- Jabuka
- Puteševica
- Ružići
- Sovići
- Tihaljina

## 人口動態

### 1971
19,203 合計
- クロアチア人 - 19,111 (99.52%)
- セルビア人 - 32 (0.16%)
- ボシュニャク人 - 4 (0.03%)
- ユーゴスラビア人 - 5 (0.02%)
- その他 - 55 (0.30%)

### 1991
1991年に行われた国勢調査ではグルデ自治体の人口は16.358人であった。
- 16,210 クロアチア人 (99.09%)[4]
- 9 セルビア人 (0.05%)
- 4 ボシュニャク人 (0.02%)
- 5 ユーゴスラビア人 (0.03%)
- 130 その他 (0.79%)

グルデの市街の人口は3,528人でほぼクロアチア人で構成されていた。

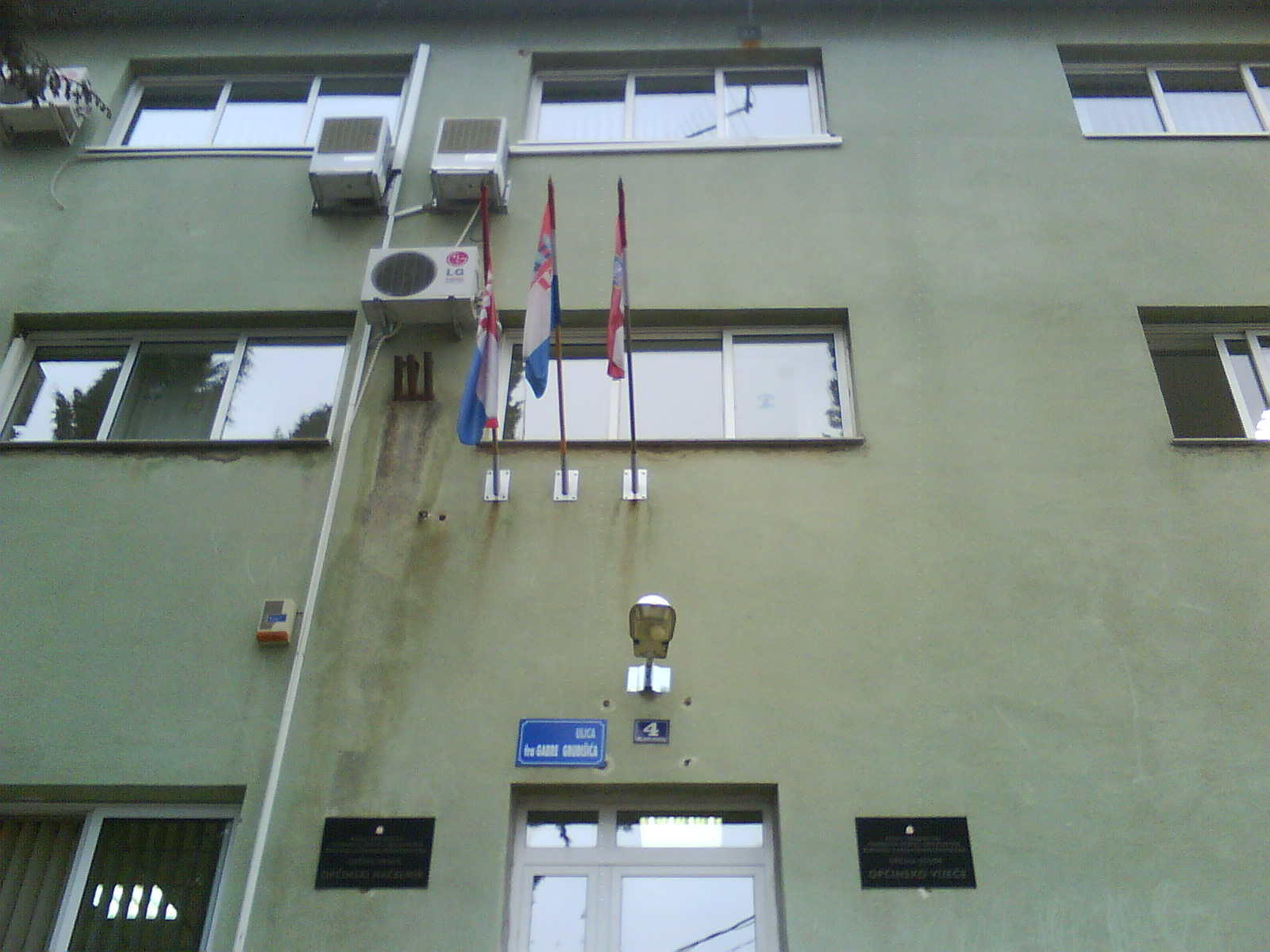
グルデ自治体の庁舎

## 交通
グルデはスラヴォンスキ・ブロド-プロチェ、モスタル-スプリトを結ぶ2つの幹線道路の交差する地点である。グルデにはリュブスキ-チャブリナ-メトコヴィチを結ぶM-6線や地域の道路も通っている。
- R 420　グルデ -  シロキ・ブリイェグ - モスタル
- R 421　ソビチ（英語版） - クロブク

## スポーツ
グルデにはサッカークラブのHNK Grudeがある。NK Drinovciは近隣の町で同じ自治体内のドリノヴチを本拠地としている。また、男子バスケットボールクラブのHKK Grude、女子バスケットボールクラブのŽKK Grudeがある。

## 姉妹都市
- スルニ（英語版）  クロアチア
- バルディッセーロ・トリネーゼ  イタリア

## 著名人
- ラファエル・ボーバン - 軍人
- マテ・ボバン - 政治家
- ミルコ・マリッチ - サッカー選手